# Emil Neugebauer
Emil Neugebauer (Taufname: Emil Karl Theodor) (* 12. August 1890 in Münster; † 3. Oktober 1939 in Witten) war Landrat in den Kreisen Zellerfeld, Linden (Hann.) und Ennepe-Ruhr-Kreis.

## Leben
Nach dem Abitur am Realgymnasium in Münster studierte Emil Neugebauer Rechtswissenschaften und Staatswissenschaften in München, Berlin und Münster. Er nahm am Ersten Weltkrieg teil und promovierte am 20. März 1920 in Münster mit der Dissertation „Die öffentliche Armenpflege Münsters“. Zunächst ab dem 1. April 1920 als Geschäftsführer der Preisprüfungsstelle für die Provinz Westfalen tätig, wurde Neugebauer im November 1926 kommissarisch mit der Verwaltung des Landratsamtes Zellerfeld beauftragt und im April 1927 als Landrat definitiv bestätigt. Er blieb in Niedersachsen und wurde 1928 Landrat im Landkreis Linden, bis er am 10. Juli 1931 kommissarisch mit der Leitung der Verwaltung des Ennepe-Ruhr-Kreises beauftragt wurde. Am 29. Januar 1932 war er definitiv Landrat in Schwelm. Zunächst im März 1932 beurlaubt, dann im April in den Einstweiligen Ruhestand versetzt, kam die endgültige Entlassung Neugebauers im Oktober 1933. Grundlage für diese Maßnahme des nationalsozialistischen Staates war das Gesetz zur Wiederherstellung des Berufsbeamtentums.